# Plaža Jaz
Plaža Jaz je plaža v občini Budva v Črni gori. Nahaja se 2,5 km zahodno od Budve. Sestavljena je iz dveh delov, enega dolgega 850 m in drugega, ki je bila včasih nudistična plaža, dolgega 450 m. Plaža je peščena, na večjem delu plaže pa je kamp (kapaciteta 2000 parcel).
Čeprav spada med najdaljše plaže v Črni gori in je zelo priljubljena plaža za sončenje in kampiranje, je v zadnjih letih pridobila mednarodno prepoznavnost kot gostitelj številnih koncertov in dogodkov.
Prostrano zaledje plaže Jaz velja za enega največjih potencialov za razvoj turizma na črnogorskem primorju, saj je na obali poleg plaže Jaz še nekaj drugih nerazvitih območij (predvsem Buljarica, Velika plaža in Ada Bojana).